# ياسونوري نومورا
ياسونوري نومورا (باليابانية: 野村泰紀؛ بالكانا: のむら やすのり) هو فيزيائي ياباني، ولد في 1974 في كاناغاوا في اليابان.